# Bydistrikt
Et bydistrikt er en overordnet betegnelse for et distrikt i en storby. Bydistrikter har færre magtbeføjelser og mindre selvstyre end kommuner og byer men flere end bydele, men deres præcise betydning er forskellig fra land til land. Begrebet benyttes i lande som Tyskland, Kina og Japan. I eksempelvis Japan er Tokyos storbystyre inddelt i 23 specielle bydistrikter (ku). I nogle tilfælde har bydistrikt en lignende betydning som borough eller ward.
I Danmark benyttes begrebet ikke, i stedet benyttes administrativ bydel, men administrative bydele har langt færre magtbeføjelser end bydistrikter.